# Zeno Ghițulescu
Zeno Ghițulescu (n. 3 iulie 1929, Band, județul Mureș, România – 2 decembrie 2017) a fost un medic, scriitor și dramaturg român, membru al Uniunii Scriitorilor din România.

### Biografie
Între 1947-1953 urmează Institutul de Medicină Generală din Cluj, la terminarea căruia a fost declarat doctor în medicină generală. 
Între anii 1955-1956 a urmat Institutul de Specializare și perfecționare a Medicilor din Iași, devenind medic specialist radiolog, în care calitate a funcționat la Spitalul Clinic din Tg. Mureș. În anul 1972 a obținut prin concurs titlul de medic primar radiolog încadrat la Clinica Medicală nr. 2 și 3 ca șef de secție. Este prorector al Universității Populare din Tg. Mureș și Secretar al Filialei Mureș a Uniunii Scriitorilor din România.

### Afilieri
- Membru al Uniunii Scriitorilor din 1972
- Membru al Societății Medicilor Scriitori și Publiciști din anul 1998

### Volume antologice
- 1.Izvoare nesecate, coordonator Violeta Zamfirescu, Ed. Cartea Românească, 1979
- 2.E scris pe tricolor unire, antologie de Cornel Simionescu, Ed. Minerva, 1980
- 3.Excelsior, coordonator Florin Șindrilaru, Ed. Minerva 1982
- 4.Pământ etern, coordonator Victor Iova, Ed. Minerva, 1982
- 5.Arta poetică, coordonator Florin Șindrilaru, Ed. Minerva, 1983
- 6.Antologia poeților ardeleni contemporani, coordonatori: Iulian Boldea și Eugeniu Nistor, Ed. Ardealul 2004

### Activitate literară și teatru
A colaborat la revistele: România literară, Viața Românească, Steaua, Tribuna, Vatra, Târnava, Poesis, Școala Ardeleană, Meridianul Timișoara, Dacia Literară etc. În străinătate a colaborat la revista internațională de poezie „Le journale de poetes” (Bruxelles, Belgia, 1973). A debutat în ziarul Steaua Roșie Tg. Mureș în 1957 și în revista cenaclului Liviu Rebreanu care promova tinerele talente în arealul mureșean și participa la viața literară a orașului. A scris și teatru. În anul 2002 a apărut la Editura Ardealul din Tg. Mureș volumul de teatru cu trei piese Junta și Generalul, Zidul și Mandache și tranziția. A avut premiera absolută la teatrul radiofonic al Studioului teritorial de radio Tg. Mureș a piesei Mandache și Tranziția la 5 septembrie 2003 cu actori ai teatrului din Sibiu (director Constantin Chiriac), în regia lui Dan Glasu. Aceeași comedie în regia lui Dan Glasu este programată în stagiunea 2003-2004 la Teatrul Național din Tg. Mureș.

### Debut
Debutul editorial s-a produs în anul 1968 cu volumul de poezii Dincolo de umbre, tipărit la Editura pentru Literatură, București. 

### Alte volume de poezii tipărite
- Discul, Editura Cartea Românească, București, 1972
- Bucuria cuvântului, Editura Dacia, Cluj, 1974
- Între Pământ și Cer, Editura Albatros, București, 1977
- Foc nestins, Editura Dacia, Cluj, 1980
- Aripa din piatră, Ed. Dacia, Cluj, 1986
- Prima zăpadă, Ed. Albatros, București, 1990
- Periplu, Editura Mureș, Tg. Mureș, 1993
- Veșnicul început, Ed. Ardealul, Tg. Mureș, 1996, cu o prefață de Al. Cistelecan
- Izbăvitoarea povară,  Ed. Niculescu, București, 1998
- Pod pestre abis, Ed. Niculescu, București, 1999
- Poeme (Antologie), Ed. Niculescu, București, 2000
- Provocarea labirintului, Ed. Niculescu, București, 2002
- Povestea vântului,  Ed. Ardealul, Tg. Mureș, 2004
- Clepsidra secretă, Ediție bilingvă română și engleză, Ed. Ardealul, Tg. Mureș, 2004

### Premii literare
- A fost distins cu premiul Asociației Scriitorilor din Tg. Mureș în anii 1994 și 1996 pentru volumele Periplu și Veșnicul început, iar în anul 2000 pentru Opera Omnia.
- În anul 2003, premiul pentru Teatru a Asociației Scriitorilor Mureș.
- În 1998 a primit diploma de Cetățean de Onoare al municipiului Tg. Mureș
- În anul 2005 a publicat romanul Tăvălugul, la Ed. Ardealul, Tg. Mureș, care a primit Diploma de Onoare a juriului la Festivalul Liviu Rebreanu din luna octombrie 2005.